# 小小圓圓的好日子
《小小圓圓的好日子》（日語：小さな丸い好日），日本女性創作歌手aiko主流出道（第1張）錄音室專輯。1999年4月21日發行。

## 簡介
aiko的主流出道專輯。收錄了《明天》和《愛哭》兩首單曲在內的11首曲目。
專輯名「小小圓圓的好日子」也是專輯開篇曲目《橙色的滿月》的一句歌詞。
曲目《歌姬》是aiko主持的電台節目《aiko的@llnightnippon.com》最後一集的最終播放歌曲。
在Oricon公信榜上最高排行第24位，對於當年初出道的女性創作歌手來說是一個不錯的成績，但總體上排行仍不算高。在aiko正式成名之後，這張專輯多次回榜。

## 收錄曲目
1. 橙色的滿月（オレンジな満月）
2. JET（ジェット）
3. 私生活
4. 歌姬
5. 紅鞋子（赤い靴）
6. 惡作劇的天使 嘲笑這世界吧！（イジワルな天使よ 世界を笑え!）
7. 墜入情網時（恋堕ちる時）
8. 夏日的圍巾（夏にマフラー）
9. BOB（ボブ）
10. 愛哭
11. 明天

## 發售形態
| 樣式                 | 發售日期       | Jacket類型     |
| -------------------- | -------------- | -------------- |
| 初回限定盤           | 1999年4月21日  | 初回限定Jacket |
| 通常盤               | 1999年4月21日  | 通常Jacket     |
| 初回限定盤【再發】   | 2000年12月15日 | 初回限定Jacket |
| 通常盤【再發】       | 2000年12月15日 | 通常Jacket     |
| 初回限定盤【再再發】 | 2001年9月20日  | 初回限定Jacket |
| SACD盤               | 2005年6月29日  | 通常Jacket     |
| 初回限定盤【復刻】   | 2008年3月12日  | 初回限定Jacket |

## 外部連結
- 唱片介紹
- 唱片介紹（SACD盤）